# Marion Wagner
Marion Wagner, verheiratete Marion Baumgärtner, (* 1. Februar 1978 in Mainz) ist eine ehemalige deutsche Sprinterin. Sie nahm an vier Olympischen Spielen teil und wurde 2001 Weltmeisterin mit der deutschen 4-mal-100-Meter-Staffel.

## Leben
Wagner gehört seit 1990 dem USC Mainz an. Bereits in jungen Jahren war sie sehr erfolgreich. Bei den Junioreneuropameisterschaften 1995 und 1997 gewann sie mit der deutschen 4-mal-100-Meter-Staffel Gold und bei den Juniorenweltmeisterschaften 1996 Bronze. Im Einzel wurde sie 1997 über 100 Meter Deutsche Jugendmeisterin.
Im Erwachsenenbereich startete sie bei den Weltmeisterschaften 1999 in Sevilla im Einzel und mit der Staffel und erreichte mit letzterer Platz fünf. Im Jahr darauf nahm Wagner in Sydney zum ersten Mal an den Olympischen Spielen teil und wurde mit der Staffel Sechste.
Bei den Weltmeisterschaften 2001 in Edmonton erzielte Wagner ihren größten Erfolg. Die deutsche Staffel (Melanie Paschke, Gabi Rockmeier, Birgit Rockmeier, Marion Wagner) hatte in 42,32 s zunächst hinter der Staffel der Vereinigten Staaten den zweiten Platz belegt. Nachdem die US-Sprinterinnen Kelli White und Marion Jones nachträglich wegen Dopings disqualifiziert worden sind, wurde der deutschen Staffel im Juni 2004 der Weltmeistertitel zugesprochen.
Über 60 Meter erzielte Wagner bei den Halleneuropameisterschaften 2002 den fünften Platz. Im Freien fanden die Europameisterschaften dieses Jahr in München statt, wo Wagner mit der Staffel (Melanie Paschke, Gabi Rockmeier, Sina Schielke, Marion Wagner) in 42,54 s Vizeeuropameisterin werden konnte. Ein Jahr später bei den Weltmeisterschaften wurde die Staffel Fünfte.
2004 nahm Wagner an den Olympischen Spielen in Athen teil. 2005 gewann sie ihren ersten nationalen Titel, sie wurde Deutsche Hallenmeisterin über 60 Meter. Bei den Halleneuropameisterschaften kurz darauf erreichte sie über dieselbe Distanz Rang sechs. Ihren Deutschen Meistertitel konnte sie ein Jahr später verteidigen.
Bei den Olympischen Spielen 2008 in Peking wurde Wagner mit der Staffel Vierte. Im Jahr darauf wurden die Weltmeisterschaften in Berlin ausgerichtet. In 42,87 s konnte die deutsche Staffel (Marion Wagner, Anne Möllinger, Cathleen Tschirch, Verena Sailer) die Bronzemedaille gewinnen. An den Olympischen Spielen 2012 in London nahm sie noch einmal als Ersatzläuferin für die Staffel teil. Nach den Spielen beendete sie ihre Leistungssportkarriere.
Marion Wagner trainierte bei Harry Letzelter. Sie ist von Beruf Bankkauffrau bei der Sparkasse Mainz. 2012 heiratete sie.

## Internationale Erfolge
Alle mit der 4-mal-100-Meter-Staffel:
- 1995, Junioreneuropameisterschaften: Platz 1
- 1996, Juniorenweltmeisterschaften: Platz 3
- 1997, Junioreneuropameisterschaften: Platz 1
- 1999, U23-Europameisterschaften: Platz 2
- 2001, Weltmeisterschaften: Platz 1
- 2002, Europameisterschaften: Platz 2
- 2009, Weltmeisterschaften: Platz 3

## Persönliche Bestzeiten
- 100 Meter: 11,24 s, 4. Juli 2009 in Ulm
  - 60 Meter Halle: 7,22 s, 25. Februar 2001 in Dortmund
- 200 Meter: 23,39 s, 1. Juli 2001 in Stuttgart
  - Halle: 23,72 s, 19. Februar 2005 in Sindelfingen